# Felix Heintzenberg
Felix Heintzenberg, född 27 april 1971 i Lübeck, är professionell naturfotograf, utbildad biolog, pedagog och författare. Han är uppvuxen i Lübeck och sedan 1995 bosatt i Lund. 
Felix Heintzenbergs fotografi har vunnit olika priser i internationella fototävlingar, och två av hans böcker har av Världsnaturfonden WWF utsetts till Årets Pandabok, ett litteraturpris för bästa naturskildring i text och bild. Hans bok "Arktis – Liv i en värld av is och snö" är nominerad till  Augustpriset 2016 i kategorin fackböcker. 

## Priser och utmärkelser
- 2014 - Årets Pandabok
- 2015 - Årets Pandabok
- 2016 - Nominerad till Augustpriset 2016 i kategorin fackböcker.